# ブルーアワー

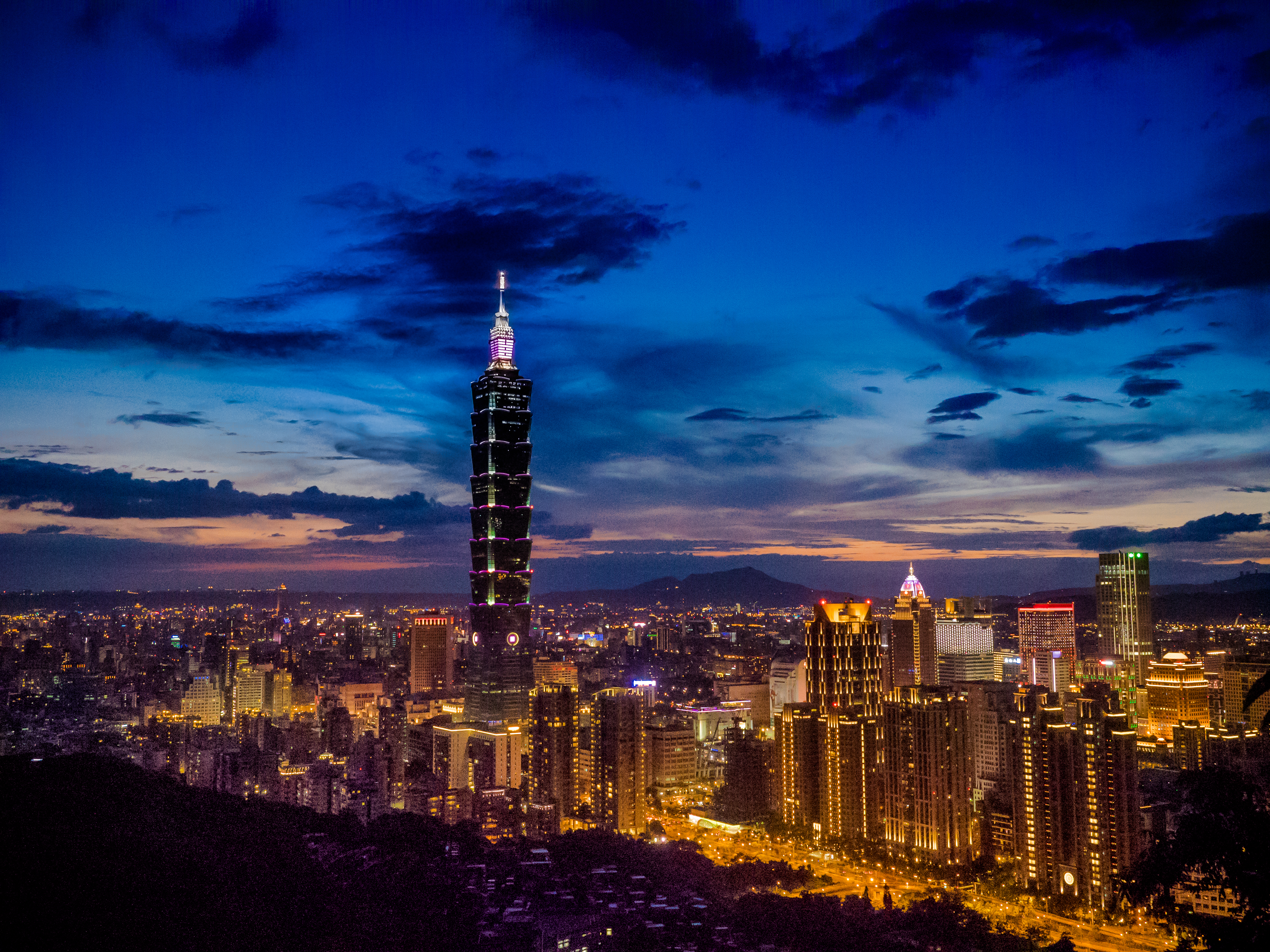
ブルーアワーの台北101

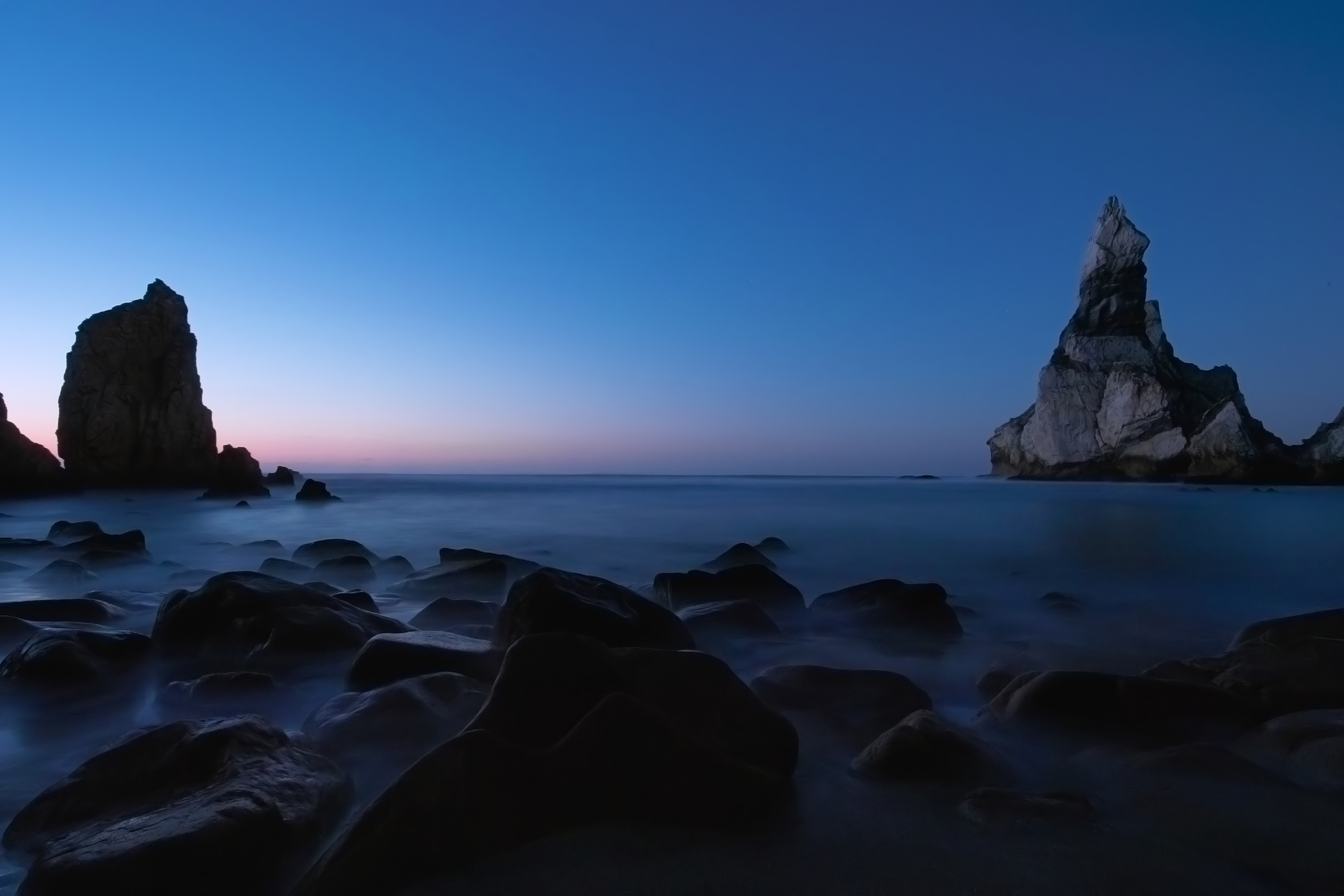
ブルーアワーのロカ岬

ブルーアワー（英: blue hour）は、日の出前と日の入り後に発生する空が濃い青色に染まる時間帯のことである。元々はフランス語のl'heure bleueに由来する。

## 概説
この空の色は、日中の明るい青（空色）や明け方・夕方の赤とは異なり、大気によるレイリー散乱だけでは説明できない。レイリー散乱のみを考慮した場合、薄明における空の色は淡緑ないし淡黄になると考えられる。実際には高層大気にオゾン層が存在しており、オゾンの吸収スペクトルのうちシャピュ帯(450nm-850nm)の影響が大きくなることで、濃い青色の光のみが空を照らすことになる。
赤道に近い地域では、太陽が急な角度で昇ったり沈んだりするため、ブルーアワーは短くなる。 極に近い場所では、太陽が昇ったり沈んだりする角度が浅くなるため、照明と夕暮れの期間が長くなる。
空の明るさが室内照明や街灯などと同程度まで減衰しているため、とくに写真や映画を撮影する際に独特の雰囲気を表現できる時間帯として知られている。

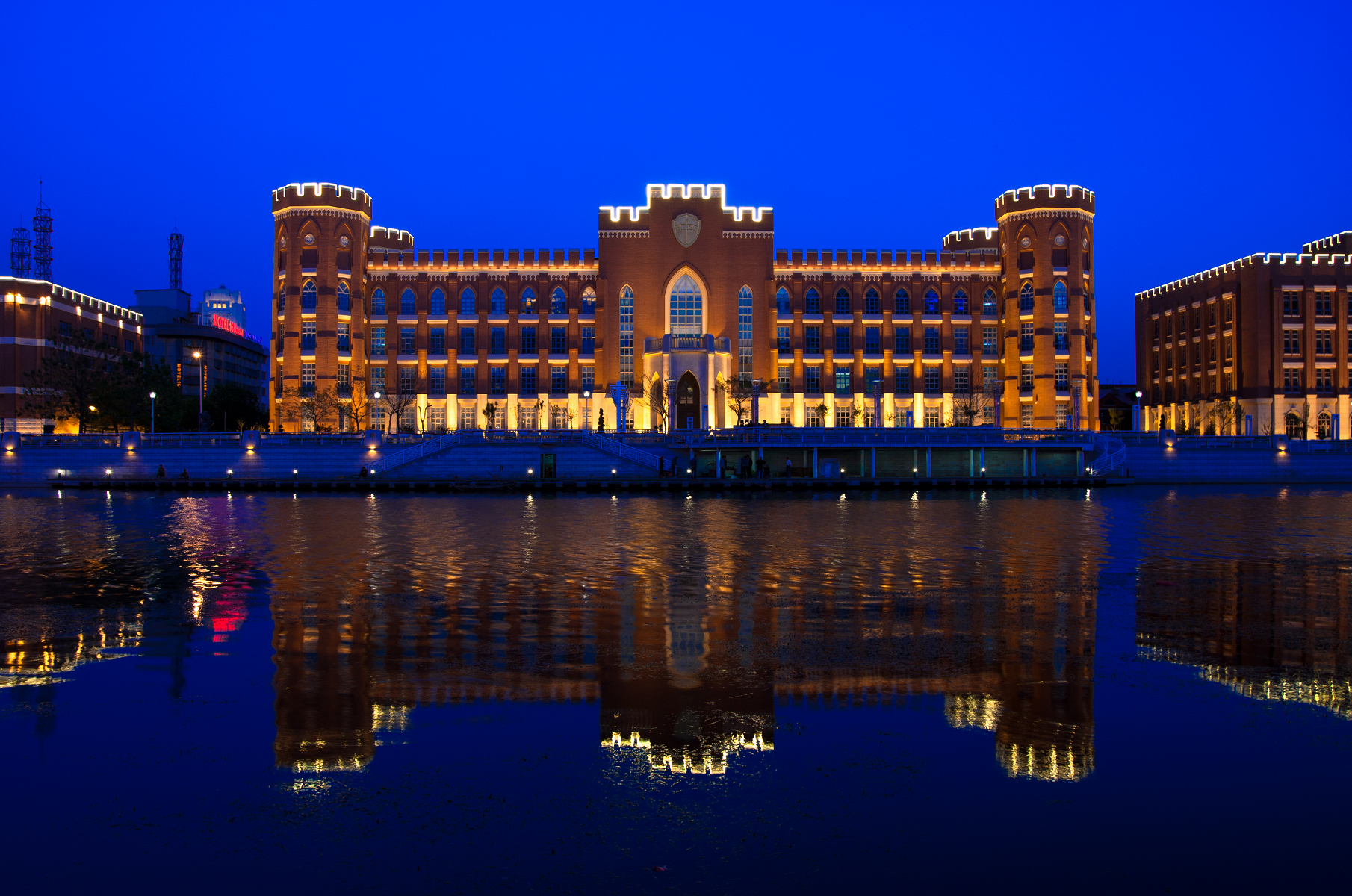
天津のゴードンホール
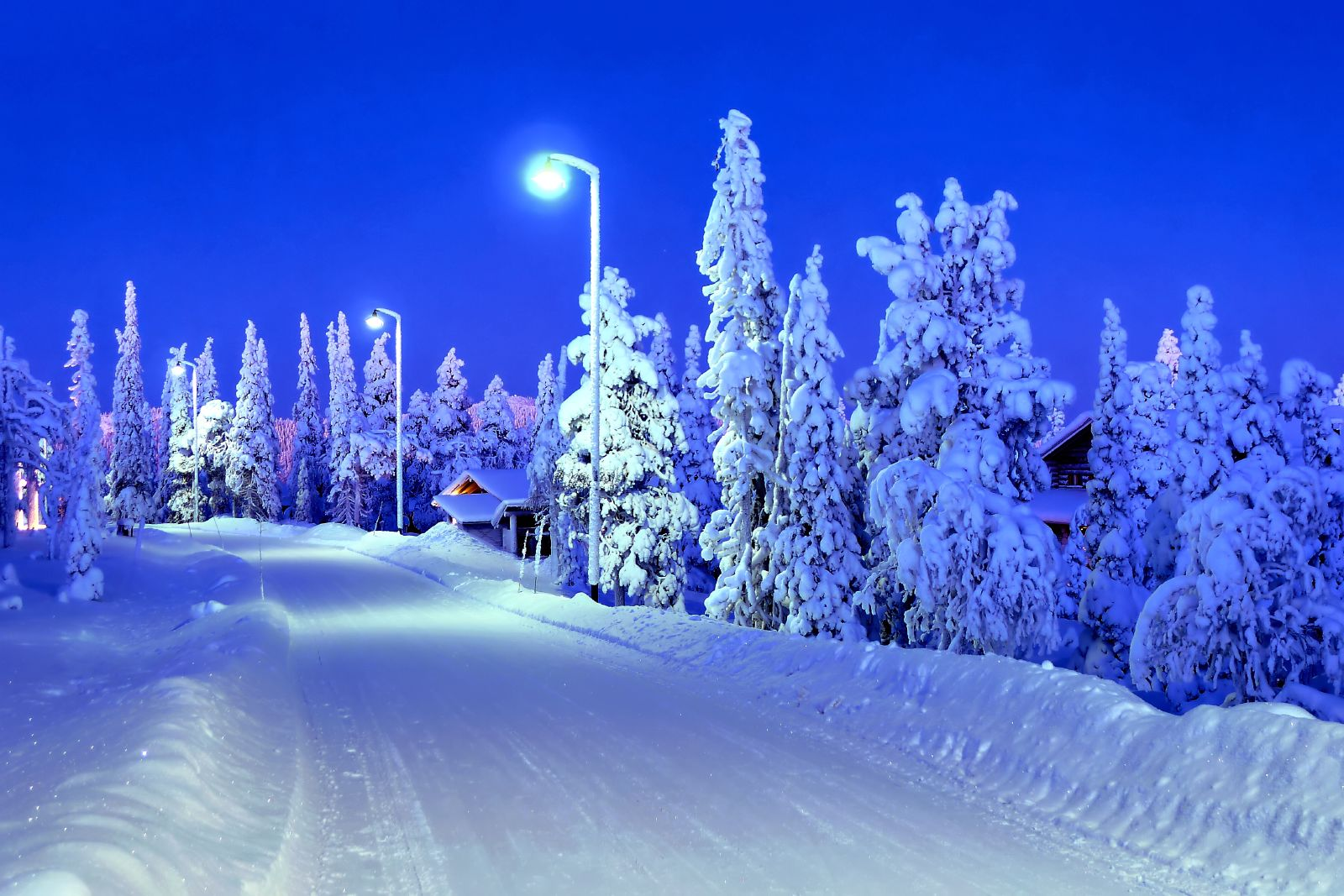
クーサモのルカ（英語版）
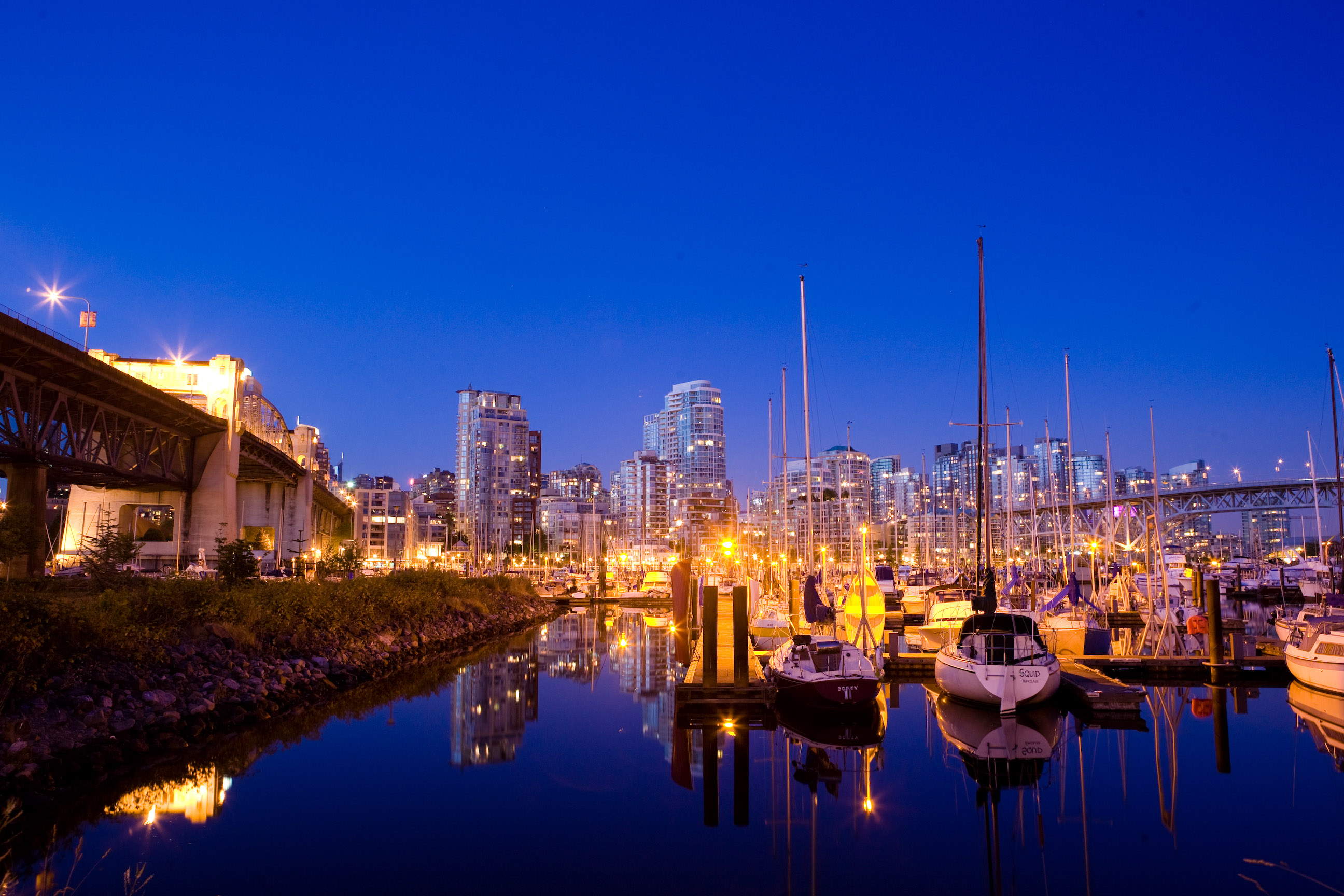
バンクーバーのフォールスクリーク